# 1043
Початок Високого Середньовіччя •  Епоха вікінгів •  Золота доба ісламу •  Реконкіста •  Київська Русь

## Геополітична ситуація
Візантію очолює Костянтин IX Мономах. Генріх III править Священною Римською імперією, а Генріх I є
королем Західного Франкського королівства.
Апеннінський півострів розділений між численними державами: північ належить Священній Римській імперії, середню частину займає Папська область, на південь від Римської області лежать невеликі незалежні герцогства, південна частина півострова належить частково Візантії, а частково окупована норманами. Південь Піренейського півострова займають численні емірати, що утворилися після розпаду Кордовського халіфату. Північну частину півострова займають християнські Кастилія, Леон (Астурія, Галісія), Наварра, Арагон та Барселона. Едвард Сповідник став королем Англії, а Магнус I Норвезький очолює Норвегію та Данію.
У Київській Русі княжить Ярослав Мудрий. Королем Польщі є Казимир I Відновитель. У Хорватії править Степан I. Королівство Угорщина очолює Аба Шамуель.
Аббасидський халіфат очолює аль-Каїм, в Єгипті владу утримують Фатіміди, в Магрибі — Зіріди, почалося піднесення Альморавідів, в Середній Азії правлять Караханіди, Хорасан окупували сельджуки, а Газневіди захопили частину Індії. У Китаї продовжується правління династії Сун. Значними державами Індії є Пала, Чола. В Японії триває період Хей'ан.

## Події
- Поразка руських військ на чолі Володимиром Ярославичем, що вирушили у похід на Константинополь. Війна між Візантією та Київською Руссю тривала до 1046 року.
- Патріархом Константинопольським став Михайло Кіруларій, одна з основних фігур у розколі християнства.
- Георгій Маніак, візантійський полководець, який підняв бунт проти Костянтина IX Мономаха, загинув у бою під Фесалоніками, на чому бунт припинився.
- Імператор Священної Римської імперії Генріх III разом із маркграфом Австрії Адальбертом вторглися в Угорщину й змусили короля Абу Шамуеля втікати, однак Аба повернувся після відходу німецьких військ.
- Нормани скористалися негараздами Візантії й відібрали частину її володінь на півдні Апеннінського півострова. Гваймар Салернський проголосив себе герцогом Апулеї та Калабрії.
- Едуарда Сповідника офіційно короновано королем Англії.
- Король Норвегії і Данії Магнус I Норвезький дав відсіч нападові вендів на Данію.
- Сельджуки, просуваючись на захід із Хорасану, розгромили перську династію Зіяридів.

## Померли
- Олексій Студит